# Tzada Cristian
Tzada Cristian, nota anche come Tzada Crestian, Tzada Christian o Tsaeda Kristian, è una piccola cittadina che si trova nella zona di Asmara (Eritrea).

## Origini del nome
Il centro ha origini molto antiche e fu fondato forse già nel X secolo a.C. Letteralmente "Tzada", in tigrino, significa "bianco" e "Cristian" significa "cristiano". L'origine del nome sarebbe dovuta alla presenza di una collina composta da roccia calcarea bianca nelle vicinanze. Un santuario in cima alla collina ne costituirebbe il primo nucleo abitativo.

## Storia
Secondo la tradizione la Regina di Saba, moglie del re d'Israele Salomone (1011 a.C. circa - 911 a.C. circa) avrebbe partorito proprio nei territori ove sorge l'odierna Tzada Cristian il figlio avuto dal Re d'Israele Salomone, il futuro primo imperatore d'Etiopia Menelik I.  Per ricordare tale avvenimento, fu costruito dapprima un tempio sabeo, poi trasformato nella chiesa cristiana copta da cui deriva il nome della cittadina.
Durante l'occupazione italiana, anche a Tzada Cristian erano presenti diverse concessioni di terre a italiani.
Il genovese Cav. Ettore Massardo (1890 - 1977) dirigeva la conceria di Asmara  negli anni Trenta; per questo motivo era noto presso gli abissini con lo pseudonimo di "conciatori".  Si impegnò nella direzione di un piccolo cantiere a Tzada Cristian per la costruzione di una diga. L'opera idraulica serviva agli abitanti per portare l'acqua nel villaggio, non essendoci ancora un moderno sistema di collegamento idrico. La piccola opera idraulica venne subito chiamata dai residenti Mai Conciatori, ovvero L'acqua del conciatore. 
Nella cittadina fece costruire una casa con scuderie e stalle, copiando la struttura della domus romana. Infatti vi era un giardino interno, con un impluvium che permetteva di convogliare l'acqua che, filtrata, serviva per i normali usi domestici. Attualmente, parte della villa è abitata da custodi, mentre un'altra parte è stata concessa alla scuola locale e ad altri enti (in particolare le stalle e le scuderie che sono state a tal fine riattate).

## Monumenti e luoghi d'interesse
A Tzada Cristian è presente una stazione ferroviaria, in cui ferma il treno della linea Asmara-Massaua. Vi sorge anche l'antico santuario da cui la cittadina prende il nome. A fianco alla Chiesa copta si può trovare il cimitero con numerose tombe. Una strada asfaltata collega la cittadina alla capitale Asmara, distante una decina di chilometri circa, mentre le altre strade sono prevalentemente sterrate. 

## Economia
L'economia è di tipo prevalentemente agricolo. Tradizionalmente in tutta l'Eritrea, i terreni agricoli erano considerati di proprietà pubblica e la loro assegnazione era organizzata secondo un sistema analogo agli open fields inglesi, con una rotazione periodica degli appezzamenti che consentiva ai contadini condizioni di parità. 

## Società
La cittadina è retta da un consiglio formato prevalentemente da persone anziane e da una figura equiparabile al nostro sindaco, detto ciccà. È presente una scuola per i bambini.
Nella chiesa copta sono conservati i testi delle Sacre Scritture nell'antica lingua Ghez, lingua ufficiale della chiesa cristiana copta etiopica e utilizzata nella liturgia e in documenti scritti esclusivamente dal clero, come il latino per la Chiesa Cattolica Romana.
La popolazione è di religione copta.